# Centromyrmex undet
Centromyrmex undet é uma espécie de inseto do gênero Centromyrmex, pertencente à família Formicidae.